# Viktor Ferdinand Brotherus
Viktor Ferdinand Brotherus (28 de octubre de 1849 - 9 de febrero de 1929) fue un profesor, botánico y briólogo finés quien estudia los musgos (Bryophyta), muy conocido por su autoridad en el tratamiento de 'Musci' en Engler & Prantl: Die Naturlichen Pflanzenfamilien.

## Biografía
Brotherus nace en Skarpans en Sund (parroquia de la isla Ahvenanmaa, mientras Finlandia estuvo bajo control de Rusia. Tuvo 13 hermanos y hermanas de los cuales seis fallecen tempranamente. Lleva su Candidatura de grado en Filosofía en 1870 en la "Imperial Alexander University" (más tarde Universidad de Helsinki) y sigue estudios médicos, pero los deja ante una grave enfermedad sanguínea, y será maestro. Se casa con Aline Mathilde Sandman (nacida en 1853), hija de Jonas Sandman, un integrante de la Corte de Apelaciones, en 1879 a los treinta años, y tuvieron cuatro hijos. Ella fallece en 1894, y él no se volverá a casar. Enseñó Historia natural y Matemática en la Escuela de Niñas de Suecia en la ciudad de Vaasa de 1878 a 1917, llevando su carrera como botánico en paralelo. En su funeral, su sobrino nieto lo describió: 

"Han arribado huéspedes extranjeros a su funeral, él ha gozado en las oraciones fúnebres, en especial de las de distantes tierras. El staff de la Escuela está atónito. Éllos no tenían idea de su amistad con sus queridos y viejos conferencistas universitarios."

## Obra briológica
Su más temprana obra sobre la flora de los musgos de la península Kola fue : Brotherus; VF; T Saelan. 1890. Musci Lapponiae Kolaensis. Acta Societas pro Flora et Flora Fennica 6: 1-100.
Su otra mayor obra europea fue Die Laubmoose Fennoskandias (1923).
También estudió, a través de colecciones enviadas a él por botánicos, de musgos de Turkmenistán, África, Australia, Brasil, Nueva Guinea, y otras, y fue reconocido como autoridad de los musgos extraeuropeos. Su obra sobre los Musgos de Die Naturlichen Pflanzenfamilien cubriendo Archidiales, Andreaeales, Bryales, y continuó en su segunda edición. Invitado de Handel-Mazzetti, fue coautor de la sección sobre los musgos chinos en Symbolae Sinicae. Sus colaboraciones y correspondencias con otros briólogos fueron extensas. En particular, trabajó con Max Fleischer, y usó el sistema de clasificación de musgos de Fleischer, fijada en Die Musci der Flora von Buitenzorg y en Die Naturlichen Pflanzenfamilien. El excelente aporte de Brotherus fue único sobre la síntesis de la taxonomía de musgos, y su maestría en la identificación y clasificación de estimadas 20.000 especies de musgos.

## Miscelánea
El herbario personal de Brotherus comprendía 120.000 especímenes de musgos, en particular de colecciones extraeuropeas, y fue vendido al Herbario de la Universidad de Helsinki (H) y se lo mantiene como una colección separada (H-BR). Exsiccati are deposited in major herbaria around the world (e.g. B, BM, FH, K, L, P).

### Honores
La revista Bryobrothera, publicada por la Sociedad Finlandesa de Briología, fue nombrada en su honor.
Numerosos géneros y especies de musgos, e.g. Brothera, Brotherella, Brotherobryum, se nombran en su honor. Miembros de su familia viven aún en Finlandia.
- La abreviatura «Broth.» se emplea para indicar a Viktor Ferdinand Brotherus como autoridad en la descripción y clasificación científica de los vegetales.[7]